# L'amore e il sangue
L'amore e il sangue (Flesh+Blood) è un film del 1985 diretto da Paul Verhoeven.

## Trama
Anno 1501. Europa rinascimentale moderna. Per riconquistare la sua città, il nobile Arnolfini la cinge d'assedio insieme ai suoi uomini, supportati dai mercenari del capitano Hawkwood. Tra le file mercenarie di Hawkwood vi sono Martin e la sua allegra compagnia di tirapiedi che comprende un farneticante cardinale, la sua compagna Celine, la prostituta Polly, gli amanti Miel e Orbec e i guerrieri Kars e Summer. Per spronare i mercenari di Hawkwood ad una veloce presa della città, Arnolfini promette loro il saccheggio delle case che si trovavano nel suo territorio; mal gliene incoglie, in quanto i mercenari, dopo aver creato un accesso alle mura e liberato così il luogo, si lasciano andare a stupri e omicidi, prosciugando quasi tutte le sue ricchezze. Arnolfini allora, spalleggiato dallo stesso Hawkwood, caccia via tutti i mercenari, facendone uccidere altri come monito. Martin e la sua brigata ne escono sani e salvi, ma delusi e senza alcun premio.
Come rappresaglia, Martin, supportato dai suoi, rapisce Agnese, promessa sposa di Stefan, figlio di Arnolfini, riducendo quest'ultimo in fin di vita. La vergine Agnese viene stuprata da Martin che però se ne innamora. Agnese coglie quest'occasione per manipolarlo, affinché quest'ultimo la protegga dai suoi uomini che non hanno certo le migliori intenzioni. Intanto Stefan si lancia alla ricerca di Agnese e di Martin, aiutato da Hawkwood e dalle sue truppe. Scopre così che il manipolo di mercenari si è asserragliato in un castello, dopo aver trucidato i proprietari. Da qui in poi sarà una dura battaglia per entrambe le fazioni (quella di Stefan e quella di Martin), con una Agnese sempre più divisa tra l'affetto che prova per il suo promesso sposo e la passione ardente che la lega al tenebroso mercenario.
Penetrato nel castello, Stefan viene catturato e torturato da Martin e dai suoi, sotto gli occhi spaventati di Agnese. Hawkwood, credendo che Stefan sia morto, lancia oltre le mura del castello la carcassa di un cane appestato. Il letale morbo si diffonde ben presto nella fortificazione, uccidendo Celine e contagiando altri membri della truppa. Stefan riesce a liberarsi, consentendo ad Hawkwood e i suoi soldati di entrare all'interno delle mura. Martin intanto si appresta ad uccidere Agnese, in quanto da una parte non vuole che cada nelle mani di Stefan, ma dall'altra non tollera più le sue manipolazioni. Accorre Stefan, che dopo un lungo duello ha la meglio sul mercenario, il quale sembra perire tra le fiamme che si sono scatenate tra le mura dell'edificio. Il giovane porta in salvo Agnese, ormai stanca e sfinita. Mentre si accingono a tornare a casa, la giovane scorge una figura calarsi dal tetto del castello: è proprio Martin, che si allontana indisturbato col bottino prelevato dal castello, sotto lo sguardo sollevato della ragazza.

## Influenze
Questo film è stato fonte d'ispirazione, per crudezza e veridicità storica, per il celebre manga Berserk, creato da Kentarō Miura.